# گلدیس برجیکلیان

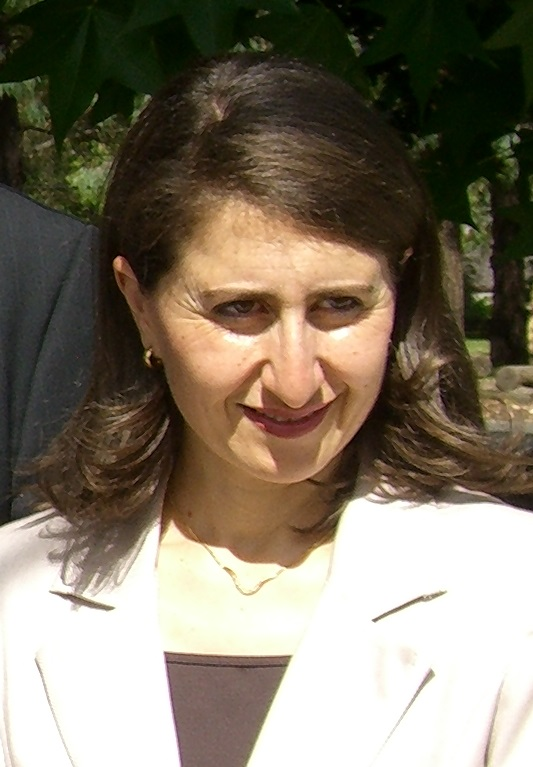

گلدیس برجیکلیان (ارمنی: Գլեդիս Բերեջիկլյան؛ انگلیسی: Gladys Berejiklian؛ زادهٔ ۲۲ سپتامبر ۱۹۷۰) یک بانکدار و سیاست‌مدار ارمنی‌تبار اهل استرالیا است که از تاریخ ۲۳ ژانویه ۲۰۱۷ - ۵ اکتبر ۲۰۲۱  سمت وزارت نیو ساوت ولز را برعهده داشت.

## زندگی‌نامه
وی در ۲۲ سپتامبر ۱۹۷۰ در منلی، نیو ساوت ولز از والدینی به نام‌های گریگور و آرشا برجکلیان به دنیا آمد و از دانشگاه سیدنی و دانشگاه نیو ساوت ولز فارغ‌التحصیل گشت.